# حميراء زرقاء الرأس
حميراء زرقاء الرأس (الاسم العلمي: Phoenicurus caeruleocephala) (بالإنجليزية: Blue-capped Redstart)‏ هو نوع من الطيور يتبع جنس الحميراء من فصيلة خاطفات الذباب.